# Kerry Heysen
Kerry Heysen est une productrice de cinéma australienne née en 1945 à Adélaïde. Elle est l'épouse du réalisateur Scott Hicks.

## Filmographie

### Comme productrice
- 2007 : Glass, a portrait of Philip in Twelve Parts
- 2007 : Le Goût de la vie (No Reservations)
- 2001 : Cœurs perdus en Atlantide (Hearts in Atlantis)
- 1999 : La neige tombait sur les cèdres (Snow falling on cedars)

### Comme consultante de création
- 1996 : Shine
- 1988 : Sebastian and the Sparrow